# Гульнара Фаттахетдінова
Гульнара Фаттахетдінова (нар. 13 жовтня 1982) — колишня російська тенісистка.
Найвищу одиночну позицію світового рейтингу — 246 місце досягла 12 липня 2004, парну — 102 місце — 06 жовтня 2003 року.
Здобула 2 одиночні та 11 парних титулів туру ITF.
Завершила кар'єру 2010 року.

## Фінали ITF

### Одиночний розряд: 7 (2–5)
| Легенда          |
| ---------------- |
| турніри $100,000 |
| турніри $75,000  |
| турніри $50,000  |
| турніри $25,000  |
| турніри $10,000  |

| Фінали за покриттям |
| ------------------- |
| Тверде (1–3)        |
| Ґрунт (1–2)         |
| Трава (0–0)         |
| Килим (0–0)         |

| Результат | Ранг | Дата            | Турнір                  | Покриття | Суперниця            | Рахунок       |
| --------- | ---- | --------------- | ----------------------- | -------- | -------------------- | ------------- |
| Перемога  | 1.   | 7 серпня 2000   | ITF Стамбул, Туреччина  | Тверде   | Дуйґу Акшит Оал      | 6–0, 6–4      |
| Перемога  | 2.   | 2 квітня 2001   | ITF Макарська, Хорватія | Ґрунт    | Barbara Orlay        | 6–3, 4–6, 6–2 |
| Поразка   | 1.   | 30 липня 2001   | ITF Стамбул, Туреччина  | Тверде   | Ліляна Манушевич     | 4–6, 6–1, 2–6 |
| Поразка   | 2.   | 15 жовтня 2001  | ITF Гіза, Єгипет        | Ґрунт    | Сандра Клеменшиц     | 3–6, 3–6      |
| Поразка   | 3.   | 21 жовтня 2001  | ITF Каїр, Єгипет        | Ґрунт    | Юліана Федак         | 6–7(4–7), 4–6 |
| Поразка   | 4.   | 11 січня 2004   | ITF Дубай, ОАЕ          | Тверде   | Гана Шромова         | 6–4, 5–7, 3–6 |
| Поразка   | 5.   | 18 вересня 2004 | ITF Хошимін, В'єтнам    | Тверде   | Сучанун Віратпрасерт | 4–6, 0–6      |

### Парний розряд (11–11)
| Легенда          |
| ---------------- |
| турніри $100,000 |
| турніри $75,000  |
| турніри $50,000  |
| турніри $25,000  |
| турніри $10,000  |

| Фінали за покриттям |
| ------------------- |
| Тверде (5–4)        |
| Ґрунт (4–7)         |
| Трава (0–0)         |
| Килим (2–0)         |

| Результат | Ранг | Дата            | Турнір                     | Покриття   | Партнерка           | Суперниці                                          | Рахунок            |
| --------- | ---- | --------------- | -------------------------- | ---------- | ------------------- | -------------------------------------------------- | ------------------ |
| Поразка   | 1.   | 21 червня 1999  | ITF Стамбул, Туреччина     | Тверде     | Катерина Панюшкіна  | Дуйґу Акшит Оал Ґюльберк Ґюльтекін                 | 6–3, 2–6, 3–6      |
| Перемога  | 1.   | 2 липня 2000    | ITF Стамбул, Туреччина     | Тверде     | Валерія Бондаренко  | Ірина Корнієнко Олена Яришко                       | 6–2, 4–6, 6–3      |
| Перемога  | 2.   | 7 серпня 2000   | ITF Стамбул, Туреччина     | Тверде     | Олена Воропаєва     | Seden Özlu Олена Яришко                            | 1–6, 6–3, 6–4      |
| Перемога  | 3.   | 21 жовтня 2001  | ITF Каїр, Єгипет           | Ґрунт      | Олена Яришко        | Даніела Клеменшиц Сандра Клеменшиц                 | 7–6(7–2), 6–3      |
| Перемога  | 4.   | 28 жовтня 2001  | ITF Ель-Мансура, Єгипет    | Ґрунт      | Олена Яришко        | Маша Весеняк Уршка Весеняк                         | 6–1, 6–2           |
| Перемога  | 5.   | 21 січня 2002   | ITF Курмайор, Італія       | Килим      | Марія Кондратьєва   | Юлія Бейгельзимер Йоланда Менс                     | 5–7, 6–3, 6–4      |
| Перемога  | 6.   | 24 лютого 2002  | ITF Стамбул, Туреччина     | Тверде (i) | Джорджа Мортелло    | Естер Мольнар Іпек Шенолу                          | 7–5, 6–1           |
| Перемога  | 7.   | 30 червня 2002  | ITF Рабат, Марокко         | Ґрунт      | Марія Кондратьєва   | Деббі Гак Йоланда Менс                             | 6–3, 7–5           |
| Перемога  | 8.   | 12 серпня 2002  | ITF Інсбрук, Австрія       | Ґрунт      | Марія Кондратьєва   | Магдалена Кучерова Лідія Штайнбах                  | 6–4, 4–6, 6–3      |
| Поразка   | 2.   | 8 вересня 2002  | ITF Фано, Італія           | Ґрунт      | Дар'я Кустова       | Флавія Пеннетта Андрея Ехрітт-Ванк                 | 5–7, 3–6           |
| Поразка   | 3.   | 15 вересня 2002 | ITF Тбілісі, Грузія        | Ґрунт      | Марія Кондратьєва   | Ева Бірнерова Габріела Хмелінова                   | 4–6, 0–6           |
| Поразка   | 4.   | 23 вересня 2002 | ITF Батумі, Грузія         | Тверде     | Марія Кондратьєва   | Антоанета Пандєрова Дессислава Топалова            | 6–2, 1–6, 1–6      |
| Поразка   | 5.   | 20 жовтня 2002  | ITF Ель-Мансура, Єгипет    | Ґрунт      | Галина Воскобоєва   | Олена Антипіна Гана Шромова                        | 2–6, 2–6           |
| Перемога  | 9.   | 2 лютого 2003   | ITF Доха, Катар            | Тверде     | Галина Фокіна       | Адріана Барна Скарлетт Вернер                      | 6–4, 6–3           |
| Перемога  | 10.  | 24 березня 2003 | ITF Санкт-Петербург, Росія | Килим      | Галина Фокіна       | Ірина Буликіна Олена Яришко                        | 6–0, 6–3           |
| Поразка   | 6.   | 7 квітня 2003   | ITF Дінан, Франція         | Ґрунт (i)  | Галина Фокіна       | Габріела Хмелінова Міхаела Паштікова               | 6–1, 2–6, 3–6      |
| Поразка   | 7.   | 1 вересня 2003  | ITF Жуковський, Росія      | Ґрунт      | Марія Кондратьєва   | Альона Бондаренко Бондаренко Валерія Володимирівна | 7–6(8–6), 4–6, 3–6 |
| Поразка   | 8.   | 22 вересня 2003 | ITF Батумі, Грузія         | Тверде     | Галина Фокіна       | Дар'я Кустова Олена Татаркова                      | 6–1, 1–6, 2–6      |
| Перемога  | 11.  | 11 січня 2004   | ITF Дубай, ОАЕ             | Тверде     | Гана Шромова        | Даніела Клеменшиц Сандра Клеменшиц                 | 6–3, 4–6, 6–4      |
| Поразка   | 9.   | 6 квітня 2004   | ITF Дінан, Франція         | Ґрунт (i)  | Анастасія Родіонова | Дарія Юрак Воскобоєва Галина Олегівна              | 3–6, 2–6           |
| Поразка   | 10.  | 18 вересня 2004 | ITF Хошимін, В'єтнам       | Тверде     | Олена Антипіна      | Фудзівара Ріка Накамура Айко                       | 3–6, 3–6           |
| Поразка   | 11.  | 26 липня 2004   | ITF Петанж, Люксембург     | Ґрунт      | Еві Домінікович     | Ева Фіслова Станіслава Грозенська                  | 4–6, 3–6           |